# Khúc Tĩnh
Khúc Tĩnh (曲靖市) là một địa cấp thị tỉnh Vân Nam, Cộng hòa Nhân dân Trung Hoa. Dân số của Khúc Tĩnh là 6,1 triệu người (năm 2020).

## Các đơn vị hành chính
Địa cấp thị Khúc Tĩnh quản lý các đơn vị cấp huyện sau:

### Các quận nội thành
Các quận sau:
- Kỳ Lân 麒麟区
- Mã Long 马龙区
- Triêm Ích 沾益区

### Các thành phố cấp huyện
Một thành phố cấp huyện:
- Tuyên Uy 宣威市

### Các huyện
Các huyện
- Phú Nguyên 富源县
- La Bình 罗平县
- Sư Tông 师宗县
- Lục Lương 陆良县
- Hội Trạch 会泽县